# Calathea pulchella
Calathea pulchella är en strimbladsväxtart som först beskrevs av Charles Jacques Édouard Morren, och fick sitt nu gällande namn av Friedrich August Körnicke. Calathea pulchella ingår i släktet Calathea och familjen strimbladsväxter. Inga underarter finns listade.